# 안심로 (대구)
안심로(安心路, Ansim-ro)는 대한민국의 대구광역시 동구 용계동에서 시작하여, 숙천동을 거쳐 연결하는 도로이다.

## 역사
- 2009년 7월 10일 : 2개 이상 시·도에 걸쳐 있는 도로로 안심로를 고시[1]

## 노선 경로
- 화랑로와 직결 (국도 제4호선)
- 율하역교차로 - 범안로
- 안일초교삼거리 - 율하동로23길
- 안심주공네거리 - 율하동로
- 반야월네거리 - 경안로
- 송정삼거리 - 반야월로
- (이름 없음) (경부고속도로 통과)
- (이름 없음) - 숙천로, 사복로
- 대경로와 직결 (국도 제4호선 ; 하양 · 영천 방향)

## 같이 보기
- 대구 도시철도 1호선